# منظره پاریس از اتاق ونسان ون گوگ
منظره پاریس از اتاق ونسان ون گوگ (به هلندی: Gezicht op de daken van Parijs) یک نقاشی از ونسان ون گوگ نقاش هلندی سبک پسادریافتگری است.

## نقاشی‌های ۱۸۸۷
ون گوگ با برادرش تئو در مونته مارته زندگی می‌کرد، که در بالای شهر پاریس واقع شده بود و موجب می‌شد افق زیبایی از پاریس دیده شود که او بارها در نقاشی‌هایش کشیده بود. دو تا از نقاشی‌هایش در سال ۱۸۸۷ کشیده شدند. نقاشی دیگرش منظره از پنجره ونسان از همان نقطه‌ای که این نقاشی با عنوان منظره پاریس از اتاق ونسان ون گوگ نام دارد کشیده شده نقاشی شد.

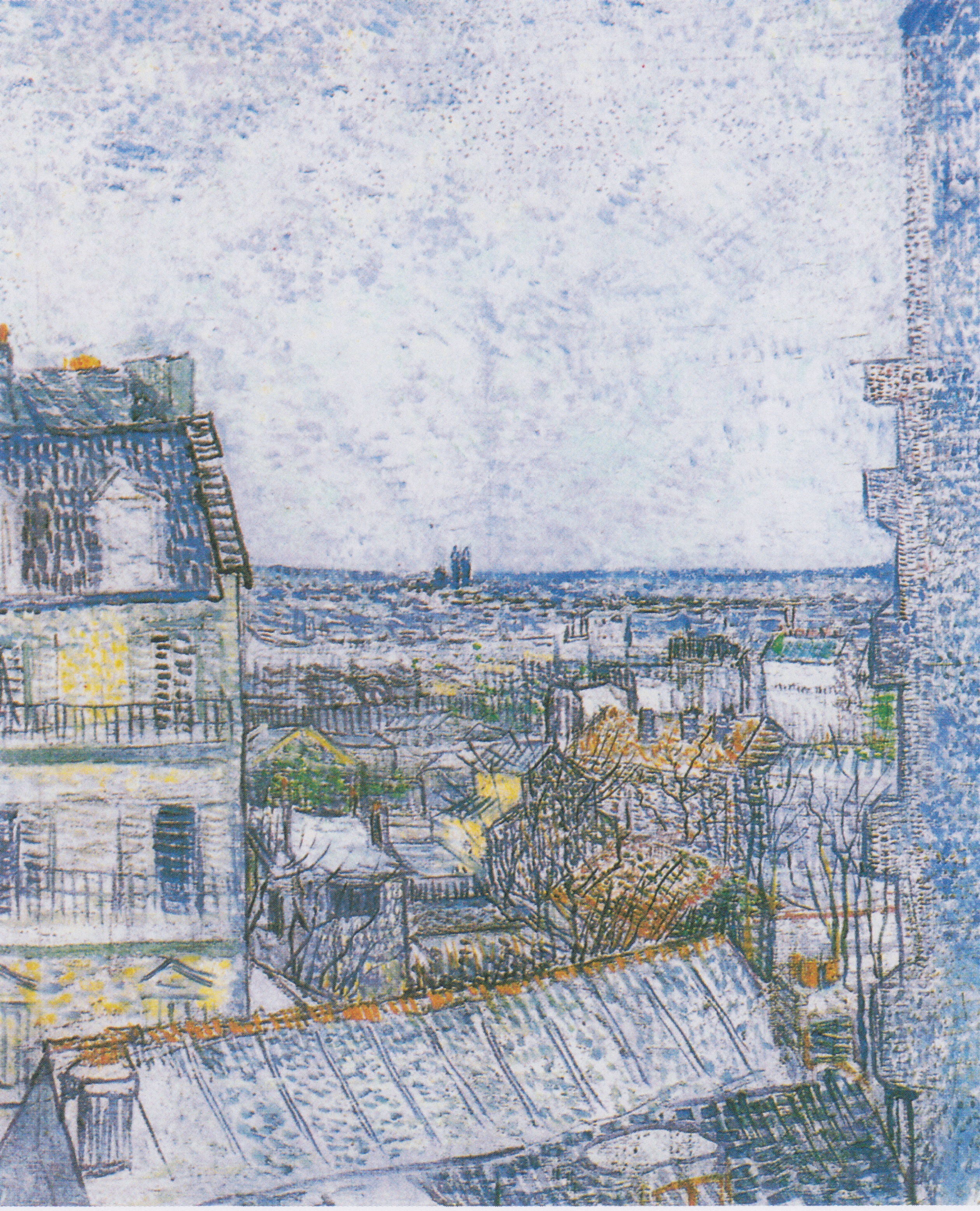
منظره پاریس از پنجره ونسان
۱۸۸۷
مجموعه خصوصی (F341a)

## نقاشی ۱۸۸۶
یک نقاشی که قبل از این کشیده شد پشت بام‌ها و پاریس یا منظره پشت بام‌ها و پشت خانه‌ها نام داشت. ون گوگ بعد از رسیدن به پاریس با دریافتگری آشنا شد، اما کمی زمان برد تا از دانش اش در کارش استفاده کند. این منظره از پنجره رنگ‌های تیره‌ای را که عادت داشت استفاده کند نشان می‌دهد، استفاده از رنگهای قهوه‌ای و خاکستری برای پشت بام هاو پشت خانه‌ها در این کار به نظر می‌رسد که ون گوگ در مرحله اول روی جدا کردن رنگ خانه‌ها و خطوط سقف‌ها تأکید دارد.

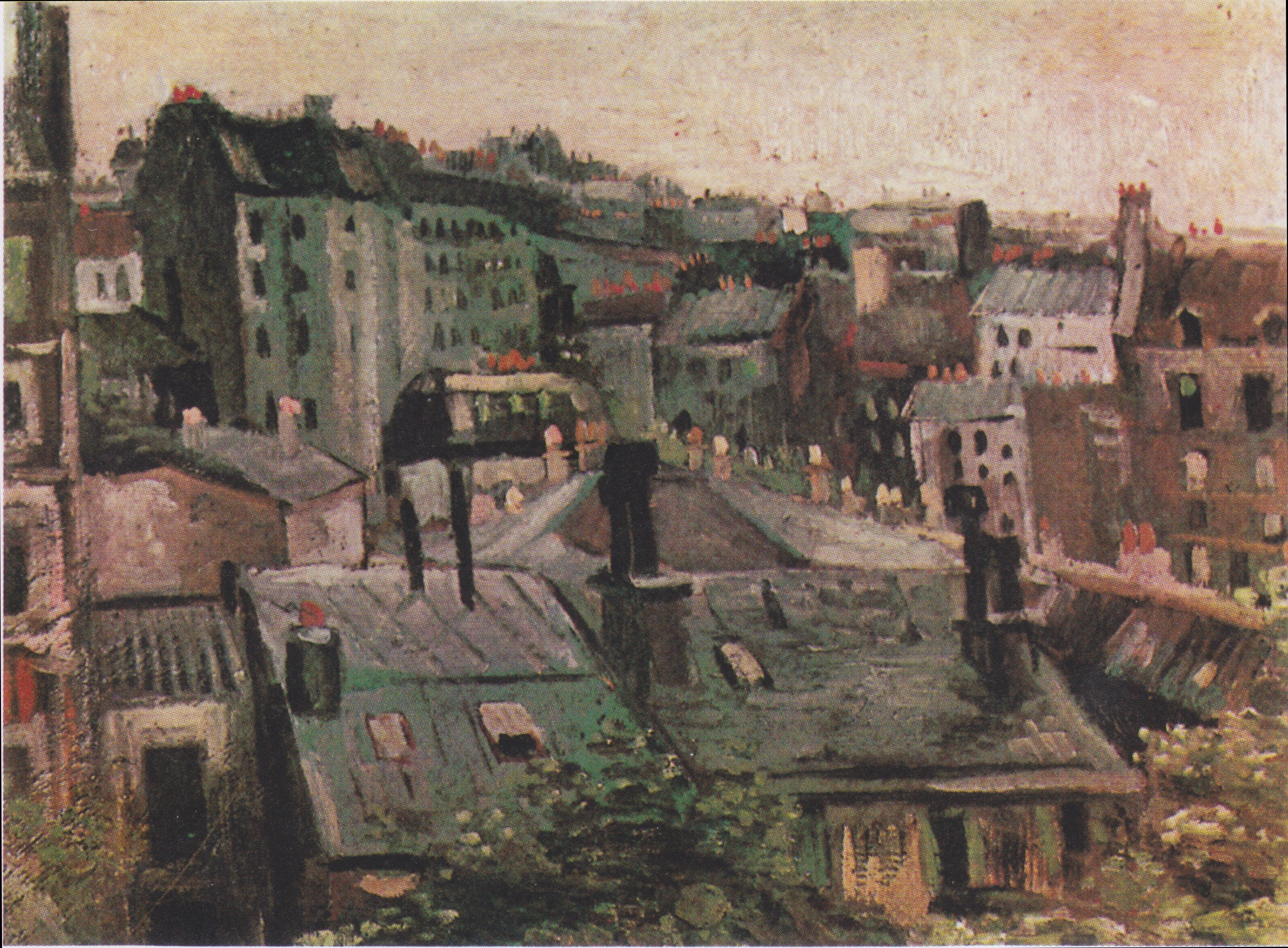
منظره پشت بام‌ها و پشت خانه‌ها
۱۸۸۶
ونسان ون گوگ , آمستردام (F231)